# Haus Hove (Bottrop)

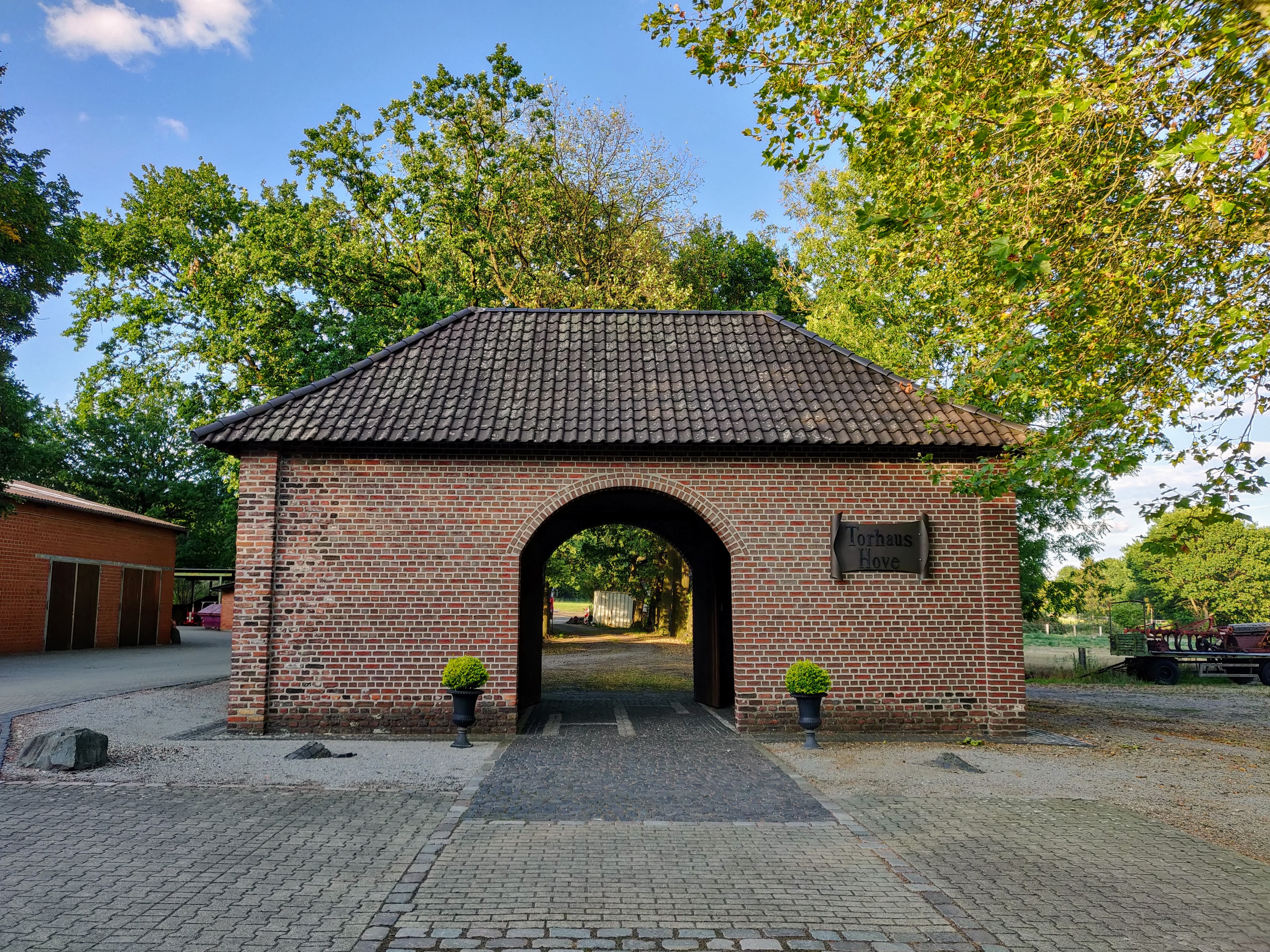
Torhaus Hove

Haus Hove ist ein ehemaliges Rittergut im Stadtteil Vonderort von Bottrop.

## Geschichte
Das Haus entstand im 13. Jahrhundert. Das Anwesen hatte eine doppelte Gräfte, die durch den Bach Kornbecke gespeist wurde.
Das Haus ist der namensgebende Stammsitz des Adelsgeschlechts von der Hoven. Das Adelsgeschlecht starb mit Otto von der Hove im Jahr 1737 aus. Seit 1874 ist die Familie Steinhaus Eigentümerin der Anlage. Vor seiner Rekonstruktion bis 2004 war das Torhaus aus dem 15. Jahrhundert das älteste Steingebäude Alt-Bottrops. Heute erinnern noch einige Schießscharten an die einstige Wehrhaftigkeit der Gebäude.